# Ланчафаме (Перуђа)
Ланчафаме је насеље у Италији у округу Перуђа, региону Умбрија.
Према процени из 2011. у насељу је живело 20 становника. Насеље се налази на надморској висини од 541 м.